# Meredith Miller

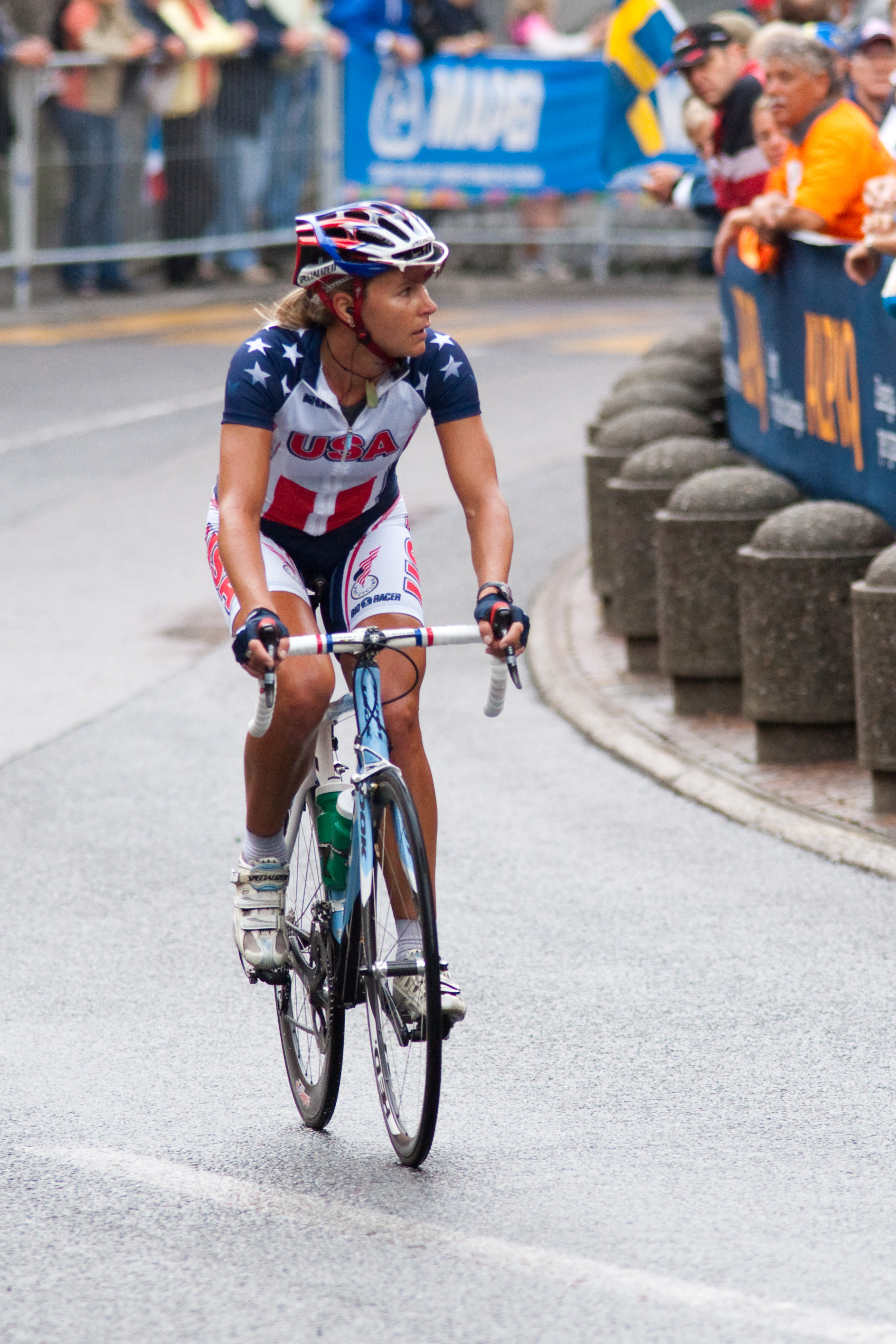
Meredith Miller (2009)

Meredith Miller (* 26. Dezember 1973 in Rockford, Illinois) ist eine ehemalige US-amerikanische Radrennfahrerin, die auf der Straße und bei Querfeldein-Rennen aktiv war.
2007 gewann Meredith Miller das San Dimas Stage Race, im Jahr 2009 wurde sie US-amerikanische Meisterin im Straßenrennen.
Seitdem verlegte Miller ihren Schwerpunkt auf Querfeldein-Rennen. 2010 belegte sie bei den Weltmeisterschaften in Tábor Platz zwölf, bei der Erstausgabe der Panamerika-Meisterschaften im Cyclocross gewann sie 2014 die Silbermedaille. Nach der Saison 2018 beendete sie ihre Aktivitäten in dieser Disziplin.

## Erfolge
2009
 US-amerikanische Meisterin – Straßenrennen
2014
 Panamerikameisterschaften – Cyclocross

## Teams
- 2003–2005 Team S.A.T.S.
- 2006–2007 Team Lipton
- 2008 Aaron’s Pro Cycling
- 2009–2014 TIBCO-To The Top
- Pepper Palace Pro Cycling